# Феодалізм в Україні
Феодалізм в Україні  - тип суспільних відносин, який складався в період 10—18 ст. на території сучасної України.
Така інтерпретація ґрунтується на радянській історіографічній традиції (формаційна теорія) та європоцентричному баченні історичного процесу в Східній Європі, коли щодо соціальних явищ, синхронних певним західноєвропейським, застосовується аналогічна термінологія. З огляду на широкий спектр різних визначень навіть західноєвропейського Ф. тут скоріше має місце певне спрощення, коли «феодалізм» стає просто синонімом середньовіччя як хронологічного періоду. Відповідно, попри спірність існування Ф. на Русі (у Київській Русі та в державних утвореннях — її «наступниках» 13—14 ст., зокрема Галицько-Волинському князівстві), хронологічний період державних утворень на її території автоматично підіймає проблему їхнього «феодалізму».
Так само стосовно соціально-політичного устрою степових кочових спільнот (напр. половців), Золотої Орди та Кримського ханату вживається подібна термінологія (принаймні щодо наявності «феодалів»), хоча навряд чи властиві їм форми військово-політичної залежності та підстави володіння територією суттєво відрізнялися
від таких у кочових спільнот ранньої залізної доби, тобто доби античності (напр. у скіфів).
Головна обставина, яка дає підстави вести мову про Ф. на українських землях, — надання верховним володарем земельної власності (аналогічне феоду та лену) з обов’язком особистої служби, т. зв. ленне, або феодальне землеволодіння. В українській історичній науці існують два погляди на час появи такого типу відносин. Згідно з першим поглядом вони з’явилися ще в
княжу добу. Ця позиція базується на припущенні, що в Київській Русі існував такий тип взаємин між верховним володарем (старшим князем) та привілейованою верствою (молодшими князями, дружиною та боярами), який був тотожним аналогічним взаєминам у Західній Європі, тобто князь виступає сюзереном, а дружинники та бояри — ленниками, або ж старший князь — сюзереном, а молодші — васалами. Проте існує замало підстав вважати ієрархічні відносини патронату і
залежності в давньоруській елітній верстві саме «феодальними» у вузькому сенсі, тим більше, що такі припущення не підкріплені відповідними джерелами. Відповідно до другого погляду феодальні відносини на українських землях з’являються
із середини 14 ст., тобто з моменту підпорядкування частини цієї території Королівству Польському
та з початком впливу західних правових практик на устрій Великого князівства Литовського. В
цей час з’являються перші документи на володіння землею, в яких відносини верховного володаря з представниками служилої
верстви окреслюються як ленні (феодальні).
Можна впевнено говорити про наявність феодальних відносин на укр. землях від 15—16 ст. (а надто після Люблінської унії 1569), коли суспільство набуває виразної, юридично оформленої станової структури з відповідними представницькими органами, поширюються процеси закріпачення селянства, окреслюються привілеї та обов’язки шляхетської
(феодальної) верстви (див. Статути Великого князівства Литовського, «Устава на волоки» 1557, Генрикові статті 1573, Магдебурзьке право).
Стосовно суспільного устрою Гетьманщини серед. 17 — серед. 18 ст., то попри наявність станів (козацтво,
міщанство, духовенство, селянство) не можна стверджувати про наявність відносин ленно-васального характеру, кріпацтва або ж самої феодальної верстви.
Соціальний статус та владні повноваження щодо населення визначалися урядом (рангом; див. Урядник) у Війську Запорозькому.
Тому, на відміну від шляхти Речі Посполитої, еліта Гетьманщини (козацька старшина) була не статусною (спадковою), а позиційною (відповідно до набутого рангу). Відновлення феодальних відносин на Лівобережжі відбулося
за царювання Катерини II, коли одночасно зі скасуванням особливого адміністративного устрою Гетьманщини місцева еліта компенсаційно набула прав російського дворянства (див. Жалувана грамота дворянству 1785), а селянство знову було
прикріплене до землі (указ від 14 (3) травня 1783, пункти щодо селян Київського, Чернігівського та Новгород-Сіверського намісництв).
Станова соціальна структура була підтверджена (див. Жалувана грамота містам 1785). Однак цей процес «вторинної феодалізації» відбувався в контексті розвитку інститутів російського абсолютизму,  що виключало утворення
феодальної станово-представницької монархії. На українських землях, які увійшли до складу держави австрійських
Габсбургів 1772 (Галичина) та 1775 (Буковина), місцеві феодальні норми були збережені через адаптацію до австрійської правової практики.
Про формальне завершення Ф. в Україні ми можемо говорити з 1848 (підавстрійські землі) та 1861 (підросійські), коли скасування кріпацтва та елементи лібералізації стали поштовхом до процесів соціально-економічної модернізації,
розчинення станів, поширення правової рівності всіх категорій населення та поступового переходу до позастанового політичного представництва.